# Min Leibrook
Wilford F. "Min" Leibrook (Hamilton, 18 januari 1903 - 8 juni 1943) was een Amerikaanse jazz-tuba-speler, -bassist en bassaxofonist.
Leibrook, die begon als kornettist, speelde in de jaren twintig in Chicago in de Ten Foot Band. In 1924 was hij naast Bix Beiderbecke actief in The Wolverines, waarmee hij zijn eerste opnames maakte. Later werd hij lid van de band van Arnold Johnson. Van 1927 tot 1931 werkte hij in New York in het orkest van Paul Whiteman, waarmee hij veel opnames maakte. Later in de jaren dertig werkte hij bij Lennie Hayton en Eddie Duchin, meestal op de bas. In 1936 speelde hij bassaxofoon bij de Three T's: Frankie Trumbauer, Jack Teagarden en Charlie Teagarden. Eind jaren dertig verhuisde Leibrook naar Los Angeles, waar hij als bassist werkte voor de radio en in theaters. Leibrook heeft nooit als leider opgenomen. Hij overleed aan de gevolgen van een hersentumor.